# Фрегаты типа «Якоб ван Хемскерк»
«Якоб ван Хемскерк» (нидерл. Jacob Van Heemskerckklasse) — тип фрегатов УРО ВМС Нидерландов. Являлись вариантом фрегатов типа «Кортенар», специализированным для выполнения задач ПВО. В 1981—1986 годах на верфях Koninklijke Schelde Groep во Флиссингене были построены два корабля этого типа, получившие названия в честь нидерландских мореплавателей — Якоба ван Хемскерка и Витте де Витта. В 1990-х годах планировалась модернизация кораблей этого типа, но в итоге осуществлена она так и не была и фрегаты были сняты с вооружения Нидерландов в 2004—2005 годах, когда в строй вступили более современные фрегаты ПВО типа «Де Зевен Провинсиен». Оба фрегата типа «Якоб ван Хемскерк» были проданы Чили, где по состоянию на начало 2009 года, они всё ещё состоят на вооружении.

## Представители
| Название                                                                                | Номер        | Закладка        | Спуск на воду   | Вступление в строй | Судьба                  |
| --------------------------------------------------------------------------------------- | ------------ | --------------- | --------------- | ------------------ | ----------------------- |
| Якоб ван Хемскерк Jacob Van Heemskerck В ВМС Чили: Альмиранте Латорре Almirante Latorre | F 812 FFG 14 | 21 января 1981  | 5 ноября 1983   | 15 января 1986     | продан Чили в 2004 году |
| Витте де Витт Witte de With В ВМС Чили: Капитан-Прат Capitán Prat                       | F 813 FFG 11 | 15 декабря 1981 | 25 августа 1984 | 17 сентября 1986   | продан Чили в 2005 году |